# Минаматска конвенция
Минаматската конвенция за живака (на английски: Minamata Convention on Mercury) е междудържавен договор, насочен към опазване на човешкото здраве и околната среда от антропогенни емисии и изпускания на живак и неговите съединения, които могат да доведат до отравяне с живак.
Съгласно конвенцията употребата на живак трябва да бъде регулирана, а производството на някои живакосъдържащи устройства (медицински уреди, луминесцентни лампи) трябва да бъде намалено. Редица промишлени процеси и отрасли също са ограничени, включително минното дело (особено непромишленият добив на злато), производството на цимент.
От 2020 г. конвенцията забранява производството, износа и вноса на няколко различни вида продукти, съдържащи живак, включително електрически батерии, електрически ключове и релета, някои видове компактни флуоресцентни лампи, флуоресцентни лампи със студен катод или външен електрод, живачни термометри и уреди за измерване на налягане.

## История
Отдавна е известно, че живакът и неговите съединения са токсични за хората и други живи организми. Широкомащабни кризи, свързани с отравяне с живак, като например катастрофата в Минамата (1956 г.), масовото отравяне в Ниигата (на английски: Niigata Minamata disease, 1965 г.) и отравянето в Ирак (1971 г.), привличат вниманието към проблема. През 1972 г. японката Шинобу Сакамото, която е инвалид, тъй като майка ѝ се е отровила с метилживак по време на бременността си, се обръща към делегатите на Стокхолмската конференция по проблемите на околната среда. Скоро е създадена Програма на ООН за околната среда.
На 20 февруари 2009 г. 25-ият управителен съвет на UNEP приема Решение № 25/5 „за започване на международни действия за управление на живака по ефективен, ефикасен и последователен начин“.

## Страни по конвенцията
Към октомври 2024 г. договорът е подписан от 128 страни, 151 страни са го ратифицирали, приели, одобрили или са се присъединили.